# Manoir de Barville (Nocé)
Le manoir de Barville est un édifice situé à Perche en Nocé, en France.

## Localisation
Le monument est situé dans le département français de l'Orne, sur le territoire de la commune nouvelle de Perche en Nocé, à l'est du bourg de Nocé.

## Historique
Le manoir date de la fin du XVIIe siècle et du XVIIIe siècle. Il a été construit autour d'un édifice plus ancien, du XVIe siècle.

## Architecture
Les façades et les toitures du logis, la terrasse et son escalier à double volée convergente, l'escalier intérieur à balustres, les façades et les toitures des deux bâtiments de communs, le jardin et ses murs de clôture sont inscrits au titre des monuments historiques depuis le 27 décembre 1994.